# Triathlon aux Jeux olympiques d'été de 2008
Navigation
Athènes 2004 Londres 2012

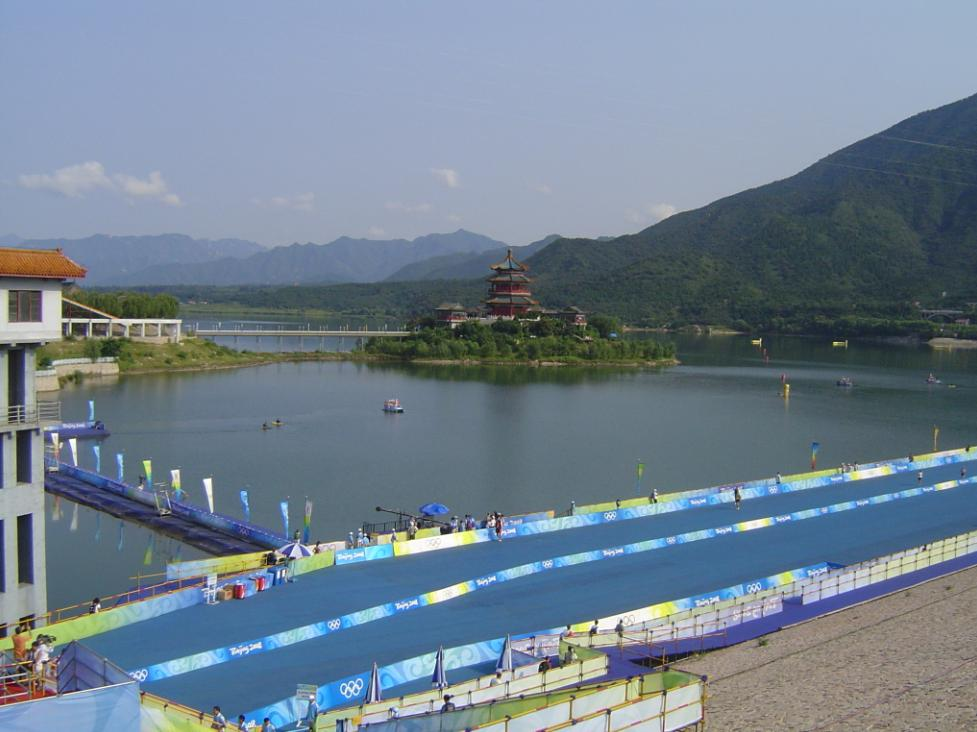
Le Triathlon au réservoir des Tombeaux Ming.

Les épreuves de triathlon aux Jeux olympiques d'été de 2008 se sont déroulées le 18 et 19 août 2008 à Pékin (République populaire de Chine), au bassin de Sanling, dans le quartier de Changping.
Deux compétitions ont eu lieu : l'épreuve masculine et l'épreuve féminine qui ont compté 55 triathlètes chacune.

## Épreuves
Les concurrents devront parcourir les épreuves suivantes :
- Natation : 1 500 m
- Cyclisme : 40 km
- Course à pied : 10 000 m.

## Qualifications
Les huit meilleures nations pourront engager 3 athlètes par épreuve au maximum. Les autres pays pourront en engager 2 au maximum.
Le tableau ci-dessous indique les différentes compétitions de qualification Olympique, ainsi que les noms des triathlètes déjà qualifiés.
| Compétition                                             | Date            | Lieu           | Hommes                                             | Femmes                                             |
| ------------------------------------------------------- | --------------- | -------------- | -------------------------------------------------- | -------------------------------------------------- |
| Qualifications Amérique                                 | 14 juillet 2007 | Rio de Janeiro | Andy Potts                                         | Julie Ertel                                        |
| Qualifications Asie                                     | 1er juin 2007   | Tongyeong      | Danylo Sapunov                                     | Akiko Sekine                                       |
| Qualifications Océanie                                  | 4 mars 2007     | Geelong        | Brad Kahlefeldt                                    | Erin Densham                                       |
| Qualifications Afrique                                  | 31 mars 2007    | Belle Mare     | Hendrik de Villiers                                | Kate Roberts                                       |
| Qualifications Europe                                   | 29 juin 2007    | Copenhague     | Javier Gómez                                       | Vanessa Fernandes                                  |
| Championnats du monde 2008                              | 15 juin 2008    | Vancouver      | Trois premiers non qualifiés précédemment          | Trois premiers non qualifiés précédemment          |
| Classement de l'Union internationale de triathlon (ITU) | 15 juin 2008    | -              | 39 triathlètes non qualifiés précédemment          | 39 triathlètes non qualifiés précédemment          |
| Classements continentaux de l'ITU                       | 15 juillet 2008 | -              | Triathlète de chaque continent non encore qualifié | Triathlète de chaque continent non encore qualifié |
| Pays organisateur                                       | -               | -              | Chine                                              | Chine                                              |
| Commission Tripartite                                   | 31 janvier 2008 | -              | 2 places                                           | 2 places                                           |

## Résultats

### Hommes
| Classement                          | Nom             | Natation    | Cyclisme    | Course à pied | Total           |
| ----------------------------------- | --------------- | ----------- | ----------- | ------------- | --------------- |
| Médaille d'or, Jeux olympiques      | Jan Frodeno     | 18 min 14 s | 59 min 01 s | 30 min 46 s   | 1 h 48 min 53 s |
| Médaille d'argent, Jeux olympiques  | Simon Whitfield | 18 min 18 s | 58 min 56 s | 30 min 48 s   | 1 h 48 min 58 s |
| Médaille de bronze, Jeux olympiques | Bevan Docherty  | 18 min 23 s | 58 min 51 s | 30 min 57 s   | 1 h 49 min 05 s |
| 4                                   | Javier Gómez    | 18 min 08 s | 59 min 06 s | 31 min 03 s   | 1 h 49 min 13 s |
| 5                                   | Iván Raña       | 18 min 22 s | 58 min 52 s | 31 min 14 s   | 1 h 49 min 22 s |
| 6                                   | Daniel Unger    | 18 min 25 s | 58 min 49 s | 31 min 35 s   | 1 h 49 min 43 s |
| 7                                   | Hunter Kemper   | 18 min 04 s | 59 min 06 s | 31 min 40 s   | 1 h 49 min 48 s |
| 8                                   | Rasmus Henning  | 18 min 18 s | 58 min 57 s | 31 min 48 s   | 1 h 49 min 57 s |

Autres participants :

9e : Igor Sysoev  Russie (1 h 49 min 59 s)

10e : Frédéric Belaubre  France (1 h 50 min 00 s)

11e : Courtney Atkinson  Australie (1 h 50 min 10 s)

12e : Alistair Brownlee  Royaume-Uni (1 h 50 min 19 s)

13e : Axel Zeebroek  Belgique (1 h 50 min 30 s)

14e : William Clarke   Royaume-Uni(1 h 50 min 32s)

15e : Christian Prochnow  Allemagne (1 h 50 min 33 s)

16e : Brad Kahlefeldt  Australie (1 h 50 min 36 s)

17e : Bruno Pais  Portugal (1 h 50 min 40 s)

18e : Jarrod Shoemaker  États-Unis (1 h 50 min 46 s)

19e : Olivier Marceau  France (1 h 50 min 50 s)

20e : Filip Ospalý  Tchéquie (1 h 50 min 53 s)

21e : Danylo Sapunov  Ukraine (1 h 50 min 58 s)

22e : Dmitry Polyanskiy  Russie (1 h 51 min 10 s)

23e : Sven Riederer  Suisse (1 h 51 min 19 s)

24e : Alexander Bryukhankov  Russie (1 h 51 min 22 s)

25e : Dirk Bockel  Luxembourg (1 h 51 min 31 s)

27e : Peter Croes  Belgique (1 h 51 min 40 s)

28e : Paul Tichelaar  Canada (1 h 51 min 45 s)

29e : Reto Hug  Suisse (1 h 52 min 04 s)

32e : Matthew Reed  États-Unis (1 h 52 min 30 s)

33e : Daniel Fontana  Italie (1 h 52 min 39 s)

34e : Shane Reed  Nouvelle-Zélande (1 h 52 min 47 s)

35e : Volodymyr Polikarpenko  Ukraine (1 h 52 min 51 s)

36e : Laurent Vidal  France (1 h 53 min 02 s)

37e : Reinaldo Colucci  Brésil (1 h 53 min 13 s)

39e : Kris Gemmell  Nouvelle-Zélande (1 h 53 min 49 s)

41e : Marko Albert  Estonie (1 h 54 min 13 s)

44e : Francisco Serrano  Mexique (1 h 54 min 46 s)

48e : Hirokatsu Tayama  Japon (1 h 56 min 12 s)

50e : Colin Jenkins  Canada (1 h 56 min 50 s)

Tony Moulai  France : Abandon

Tim Don  Royaume-Uni : Abandon

Marek Jaskółka  Pologne : Abandon

Andriy Glushchenko  Ukraine : Abandon

### Femmes

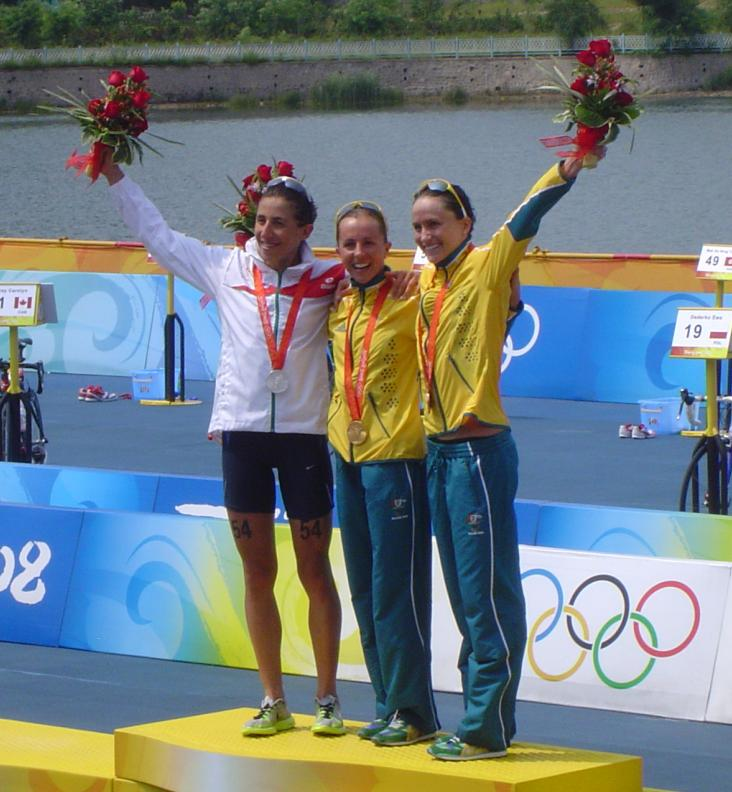
Les médaillées olympiques, de gauche à droite : la portugaise Vanessa Fernandes (argent), et les australiennes Emma Snowsill (or) et Emma Moffatt (bronze).

| Classement                          | Nom               | Natation    | Cyclisme        | Course à pied | Total           |
| ----------------------------------- | ----------------- | ----------- | --------------- | ------------- | --------------- |
| Médaille d'or, Jeux olympiques      | Emma Snowsill     | 19 min 51 s | 1 h 04 min 20 s | 33 min 17 s   | 1 h 58 min 27 s |
| Médaille d'argent, Jeux olympiques  | Vanessa Fernandes | 19 min 53 s | 1 h 04 min 18 s | 34 min 21 s   | 1 h 59 min 34 s |
| Médaille de bronze, Jeux olympiques | Emma Moffatt      | 19 min 55 s | 1 h 04 min 12 s | 34 min 46 s   | 1 h 59 min 55 s |
| 4                                   | Laura Bennett     | 19 min 49 s | 1 h 04 min 23 s | 35 min 10 s   | 2 h 00 min 21 s |
| 5                                   | Juri Ide          | 19 min 50 s | 1 h 04 min 24 s | 35 min 05 s   | 2 h 00 min 23 s |
| 6                                   | Nicola Spirig     | 20 min 17 s | 1 h 03 min 54 s | 35 min 20 s   | 2 h 00 min 30 s |
| 7                                   | Daniela Ryf       | 19 min 56 s | 1 h 04 min 17 s | 35 min 31 s   | 2 h 00 min 40 s |
| 8                                   | Andrea Hewitt     | 19 min 54 s | 1 h 04 min 15 s | 35 min 38 s   | 2 h 00 min 45 s |

Autres participantes :

9e : Kiyomi Niwata  Japon (2 h 00 min 51 s)

10e : Debbie Tanner  Nouvelle-Zélande (2 h 01 min 6 s)

11e : Sarah Haskins  États-Unis (2 h 01 min 21 s)

12e : Jessica Harrison  France (2 h 01 min 30 s)

13e : Magali Messmer  Suisse (2 h 01 min 49 s)

14e : Kate Allen  Autriche (2 h 01 min 59 s)

15e : Ricarda Lisk  Allemagne (2 h 02 min 07 s)

16e : Samantha Warriner  Nouvelle-Zélande (2 h 02 min 12 s)

17e : Ai Ueda  Japon (2 h 02 min 19 s)

18e : Lisa Nordén  Suède (2 h 02 min 26 s)

19e : Julie Ertel  États-Unis (2 h 02 min 38 s)

20e : Ana Burgos  Espagne (2 h 02 min 42 s)

21e : Helen Jenkins  Royaume-Uni (2 h 02 min 54 s)

22e : Erin Densham  Australie (2 h 03 min 07 s)

23e : Vendula Frintová  Tchéquie (2 h 03 min 27 s)

24e : Yuliya Yelistratova  Ukraine (2 h 03 min 33 s)

25e : Bárbara Riveros Díaz  Chili (2 h 03 min 42 s)

26e : Christiane Pilz  Allemagne (2 h 03 min 45 s)

27e : Tania Haiböck  Autriche (2 h 04 min 02 s)

28e : Ainhoa Murúa  Espagne (2 h 04 min 48 s)

29e : Carolyn Murray  Canada (2 h 04 min 55 s)

30e : Ewa Dederko  Pologne (2 h 05 min 08 s)

31e : Kathy Tremblay  Canada (2 h 05 min 22 s)

32e : Kate Roberts  Afrique du Sud (2 h 05 min 33 s)

33e : Anja Dittmer  Allemagne (2 h 05 min 45 s)

34e : Carole Péon  France (2 h 06 min 03 s)

35e : Maria Cześnik  Pologne (2 h 06 min 12 s)

39e : Mariana Ohata  Brésil (2 h 6 min 12 s)

41e : Elizabeth May  Luxembourg (2 h 07 min 55 s)

43e : Mari Rabie  Afrique du Sud (2 h 09 min 27 s)

44e : Charlotte Bonin  Italie (2 h 09 min 41 s)

45e : Lisa Mensink  Pays-Bas (2 h 10 min 17 s)

Irina Abysova  Russie : Abandon

Hollie	Avil  Royaume-Uni : Abandon

Daniela	Chmet  Italie : Abandon

Lenka Zemanová  Tchéquie : Abandon

Eva Maria Dollinger  Autriche : Abandon

Lauren Groves  Canada : Abandon

Flora Duffy  Bermudes : Abandon

## Tableau des médailles
| Rang  | Nation           | Or | Argent | Bronze | Total |
| ----- | ---------------- | -- | ------ | ------ | ----- |
| 1     | Australie        | 1  | 0      | 1      | 2     |
| 2     | Allemagne        | 1  | 0      | 0      | 1     |
| 3     | Canada           | 0  | 1      | 0      | 1     |
| 3     | Portugal         | 0  | 1      | 0      | 1     |
| 5     | Nouvelle-Zélande | 0  | 0      | 1      | 1     |
| Total | Total            | 2  | 2      | 2      | 6     |